# Мудрая Меланиппа
«Мудрая Меланиппа» или «Меланиппа-философ» (др.-греч. Μελανίππη ἡ σοφή) — трагедия древнегреческого драматурга Еврипида на тему из беотийских мифов, написанная и поставленная на сцене незадолго до 411 года до н. э. Текст пьесы утрачен за исключением отдельных фрагментов, но сохранились пересказы содержания.

## Сюжет и судьба пьесы
Главная героиня трагедии — Меланиппа, дочь Эола и Гиппо. Она стала возлюбленной морского бога Посейдона, родила от него двух сыновей-близнецов и подбросила детей в коровье стойло. Эол решил, что это «чудовища, рождённые коровой», и приказал принести их в жертву богам. Меланиппе он поручил одеть детей перед жертвоприношением. Та, не решаясь во всём признаться, начала убеждать отца, что в рождении этих близнецов нет никакого чуда. По словам Дионисия Галикарнасского, «на этом построена вся драма». Как именно развивался сюжет, неясно, но есть данные, что в финале появлялась мать Меланиппы, которая обещала её сыновьям место в царской семье. Предположительно в какой-то момент Меланиппе приходилось признаться, что именно она мать близнецов.
Пьеса, изначально называвшаяся просто «Меланиппа» и впервые поставленная на сцене незадолго до 411 года до н. э., получила от античных комментаторов название «Мудрая Меланиппа» или «Меланиппа-философ» из-за глубины аргументов главной героини. Дионисий Галикарнасский видел в этой трагедии явное влияние философа Сократа. О том же персонаже Еврипид написал трагедию «Меланиппа-узница». Текст обеих пьес почти полностью утрачен, сохранились только небольшие отрывки, которые не всегда можно уверенно отнести к какой-то одной из двух трагедий. Сюжет первой использовал Иннокентий Анненский в своей пьесе «Меланиппа-философ» (1901).
Те же сюжетные мотивы (подброшенных детей и их встречи с матерью при трагических обстоятельствах) Еврипид использовал в других своих поздних трагедиях — «Ион», «Гипсипила», «Антиопа», «Авга» (антиковеды относят эти произведения к «трагедиям случая»). Позже они стали расхожим материалом в новоаттической и римской комедии. Эти пьесы Еврипида, в свою очередь, могли быть написаны под влиянием «Тиро» — трагедии Софокла с похожим сюжетом.
Российский антиковед Фаддей Зелинский причислял «Мудрую Меланиппу» к лучшим пьесам Еврипида, констатируя, что её утрата при том, что сохранились «такие посредственные драмы, как „Гераклиды“ и „Андромаха“», точно не связана с эстетической стороной вопроса.